# 馬里察峰

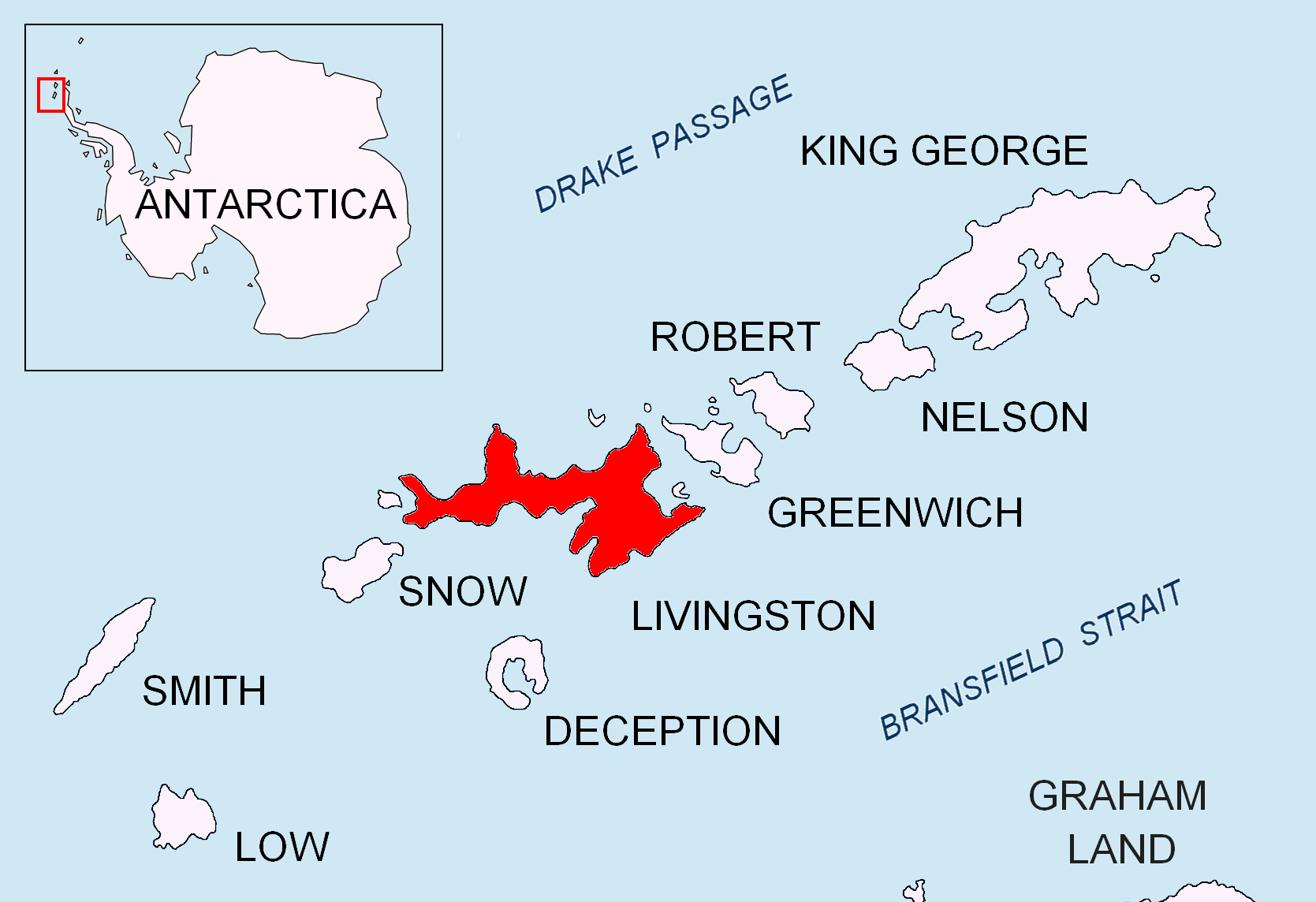

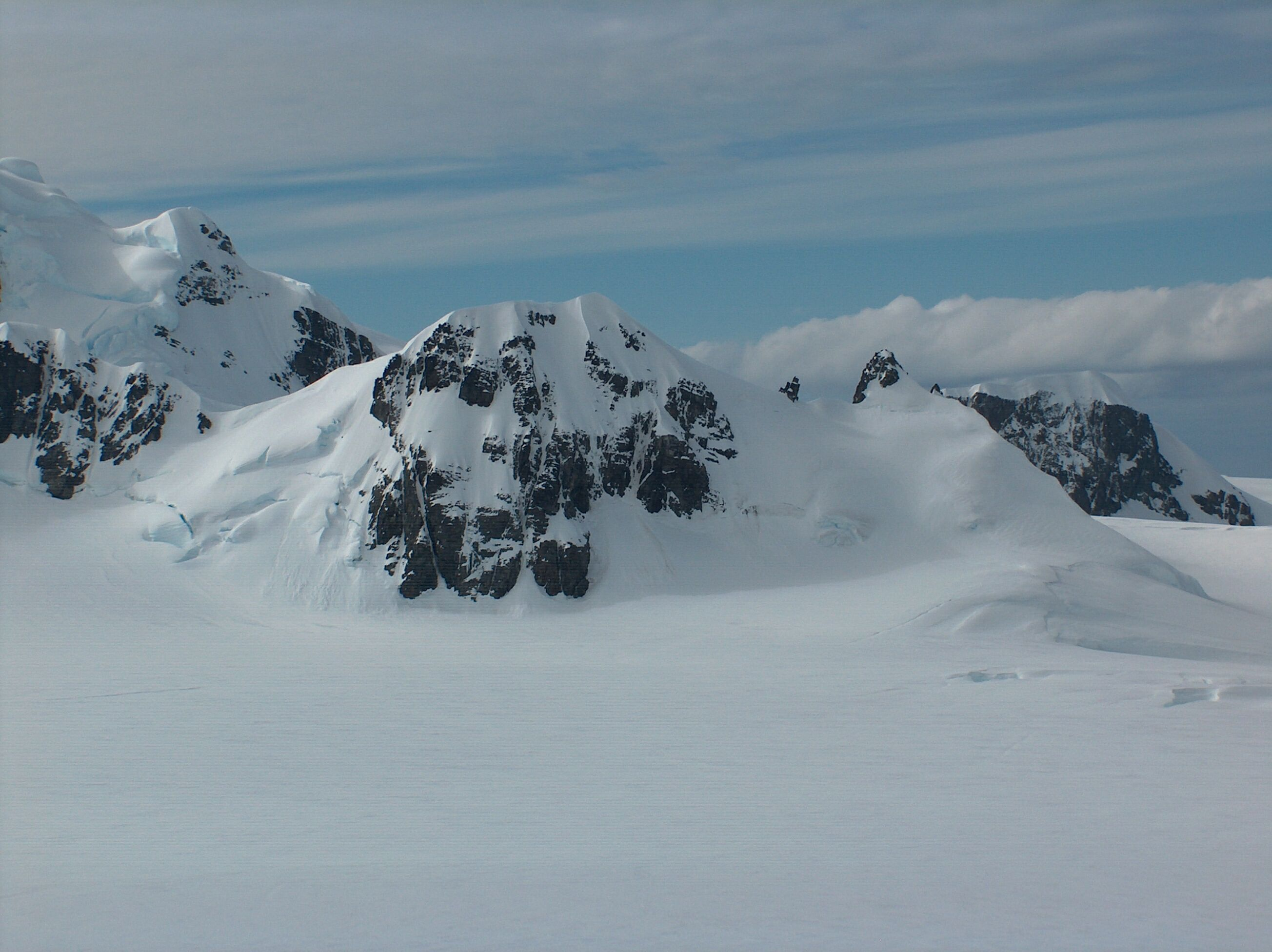

馬里察峰是南極洲的山峰，位於南設得蘭群島的利文斯頓島，屬於鮑爾斯嶺的一部分，處於阿斯帕魯赫峰東南面0.97公里和阿赫洛冰原島峰以北2.48公里，海拔高度560米。
62°37′04″S 60°08′17″W / 62.61778°S 60.13806°W